# Erik Pohlmeier
Erik Thomas Pohlmeier (ur. 20 lipca 1971 w Colorado Springs) – amerykański duchowny katolicki, biskup diecezjalny Saint Augustine od 2022.

## Życiorys

### Prezbiterat
Święcenia kapłańskie otrzymał 25 lipca 1998 i został inkardynowany do diecezji Little Rock. Pracował głównie jako duszpasterz parafialny. Był także kierownikiem kurialnych wydziałów ds. katechezy i ds. formacji stałej duchowieństwa, a także dyrektorem ds. formacji diakonów stałych.

### Episkopat
24 maja 2022 papież Franciszek mianował go biskupem diecezjalnym Saint Augustine. Sakry udzielił mu 22 lipca 2022 metropolita Miami – arcybiskup Thomas Wenski.